# Sven Trägårdh (1814–1888)
Sven Trägårdh (i riksdagen kallad Trägårdh i Ystad), född 13 augusti 1814 i Hoby församling, Blekinge län, död 24 juli 1888 i Ystads stadsförsamling, Malmöhus län, var en svensk borgmästare och politiker. Han var borgmästare i Ystad 1848–1888.
Han företrädde borgarståndet i Ystad och Luleå vid ståndsriksdagen 1853–1854, i Ystad och Sölvesborg vid ståndsriksdagen 1856–1858, i Ystad vid ståndsriksdagen 1862–1863 samt i Ystad och Oskarshamn vid ståndsriksdagen 1865–1866. Trägårdh var senare ledamot av riksdagens andra kammare 1867–1869, invald i Ystads och Skanör-Falsterbo valkrets i Malmöhus län. Han tillhörde Ministeriella partiet.